# Eurycea wilderae
Eurycea wilderae (tên tiếng Anh: Blue Ridge Two-lined Salamander) là một loài kỳ giông trong họ Plethodontidae.
Nó là loài đặc hữu của Hoa Kỳ.
Các môi trường sống tự nhiên của chúng là các khu rừng ôn hòa, sông, sông có nước theo mùa, và suối nước ngọt.
Nó bị đe dọa do mất môi trường sống.
Eurycea wilderae, the Blue Ridge Two-lined salamander, được tìm thấy ở miền nam Appalachian Mountains, mostly phía nam of Virginia. To the phía bắc là một similar salamander, Eurycea bislineata, hoặc miền bắc two-lined salamander. Adult Blue Ridge Two-lined salamanders are commonly near stream banks. Larvae are aquatic, living in streams and seeps.
These amphibians are listed by the IUCN as a species of least concern for conservation.